# Kikihia
Kikihia    (лат.) — род цикад из семейства Cicadidae.

## Описание
Эндемики Новой Зеландии и близлежащих островов, включая остров Норфолк.  Длина тела около 2 см, окраска чёрно-зелёная. 

## Систематика
Род включает более 15 видов и подвидов и относится к трибе Cicadettini (Cicadettinae). Род Kikihia был первоначально установлен в 1972 году (Dugdale, 1972) для 11 видов, ранее описанных в составе рода Cicadetta. Позднее, Флеминг (Fleming, 1973, 1984) добавил ещё 4 вида к новому роду
(K. laneorum Fleming, K. dugdalei Fleming, K. horologium
Fleming, K. paxillulae Fleming).
- Kikihia angusta (Walker, 1850)
- Kikihia cauta (Myers, 1921)
- Kikihia cutora cumberi Fleming, 1973
- Kikihia cutora cutora (Walker, 1850)
- Kikihia cutora exulis (Hudson, 1950)
- Kikihia dugdalei Fleming, 1984
- Kikihia horologium Fleming, 1984
- Kikihia laneorum Fleming, 1984
- Kikihia longula (Hudson, 1950)
- Kikihia muta muta (Fabricius, 1775)
- Kikihia muta pallida (Hudson, 1950)
- Kikihia ochrina (Walker, 1858)
- Kikihia paxillulae Fleming, 1984
- Kikihia rosea (Walker, 1850)
- Kikihia scutellaris (Walker, 1850)
- Kikihia subalpina (Hudson, 1891)